# لیولا (پنسیلوانیا)
لیولا (به انگلیسی: Leola) یک منطقهٔ مسکونی در ایالات متحده آمریکا است که در شهرستان لنکستر، پنسیلوانیا واقع شده‌است. لیولا ۷٬۲۱۴ نفر جمعیت دارد و ۱۳۱٫۰۷ متر بالاتر از سطح دریا واقع شده‌است.